# Modesto Larrea y Carrión
José Modesto Larrea y Carrión, segundo Marqués de San José fue un político y terrateniente ecuatoriano que ejerció como vicepresidente de la República del Ecuador entre 1831 y 1834.

## Biografía
Hijo de Manuel de Larrea y Jijón, primer Marqués de San José y Vizconde de Casa Larrea, prócer de la Independencia ecuatoriana, y de Rosa Carrión y Velasco, nació en Quito y fue bautizado en la iglesia de Santa Bárbara el 15 de junio de 1799 con los nombres de Manuel María José Antonio Modesto.
En 1817, apenas a los 18 años, remató la hacienda de Cunchibamba, en Izamba (Ambato, provincia de Tungurahua), de los herederos de Mariana Ortega. Hizo estudios en Quito y se graduó de Doctor en ambos Derechos en la Universidad de Santo Tomás en 1821. Casó primero en Guayaquil en septiembre de 1825, por poder, con María Dolores Caamaño y Arteta, nacida en esa ciudad en 1802.
En 1826, fue Vicerrector de la Universidad de Santo Tomás y miembro del Municipio de Quito. De fines de 1826 a 1829, fue Rector de esa Universidad. El 3 de enero de 1827, suspendió el cobro de los tres pesos en Otavalo, pero el 31 de marzo ordenó su cobro. Ese mismo año, fue Intendente de Quito; en septiembre, se había disgustado con el general Juan José Flores, y Bolívar decía a este en carta de 14 de octubre: ... él se ha portado heroicamente conmigo.
El Libertador lo nombró Consejero de Estado. Seguramente a poco se reconcilió con Flores, puesto que en marzo de 1828 Bolívar enviaba saludos a Larrea por medio de él. Este, en abril de 1828, decía que Álvarez, Pontón, el doctor Ante, Pineda y un Larrea habían escrito a Perú intrigando contra Bolívar.
Ese mismo año, fue Diputado a la Convención de Ocaña. Hacia 1829, formó familia sin desposarse con su prima tercera Tomasa Tinajero Larrea y Llona (hija de Joaquín Tinajero y Guerrero y de Carmen Llona y Rivera; nieta paterna de Joaquín Tinajero y Larrea).
En marzo de 1830, se quejó de la ruina que el estanco de aguardiente ocasionaba a las haciendas, y cuando Bolívar suspendió el estanco le manifestó su felicitación.
A la muerte del general Sucre en 1830, Bolívar dio el pésame al general Sáenz y a Larrea, considerándolos los más íntimos amigos del Mariscal. En 1831 y en 1832, dio en arrendamiento San Buenaventura y San José de Urcuquí a Nicolás Barba, y en 1832 La Provincia a Antonio Solano de la Sala. A la subida de Flores al poder, empezó a descollar en la política, siendo Presidente del Senado en 1831 y Vicepresidente de la República de 1831 a 1835. Fue Encargado del Poder Ejecutivo del 5 de octubre al 2 de noviembre de 1832 y en el futuro volvió a ocupar la dignidad por dos ocasiones. En 1832, vendió Ayaurco y Chisinche en Machachi a Arsenio Galárraga.
Enviudó en septiembre de 1833, habiendo el Gobierno declarado por la señora luto público y se la sepultó en La Catedral. Ese año, hizo compañía con Esteban Joleaud para mejorar las manufacturas en los dos Tilipulos.
Respecto a su actuación en octubre de 1833, cuando el asesinato de los miembros de El Quiteño Libre, el serio historiador Francisco Javier Aguirre acusa a todo el gabinete de Flores de haber hecho caer a los revolucionarios en una celada. Y luego dice:
Con Hall se tuvo la inútil crueldad de colgarle desnudo en un poste, de orden del vicepresidente Modesto Larrea, que siendo hombre esencialmente tímido y tal vez aterrado él mismo con el trágico suceso de que no tuvo, como era debido, noticia anticipada, se prestó a este acto de salvajismo".
La visión de Aguirre es correcta. En cuanto a los tímidos, se observan reacciones agresivas insospechadas (Nota: Esta es una apreciación psiquiátrica del doctor Fernando Jurado Noboa).
En 1834, Manuel Correa y José Cornejo, dueños de la hacienda Corranqui, la hipotecaron a su favor.
Casó por segunda vez el 12 de abril de 1835 con María Carcelén y Larrea, quien contaba con 21 años, hermana de la marquesa de Solanda y de Villarrocha] y, por tanto, cuñada que fue del mariscal Sucre. Ese mismo año, compró Santa Rosa de Tumbabiro a los herederos de José Ribadeneira y a la muerte de su padre, en diciembre, se convirtió en el más rico latifundista del país.
A partir de 1837, su matrimonio comenzó a fracasar. Modesto acusaba a su segunda esposa de celosa y de poco inteligente, mientras a ella le molestaban las aventuras de su marido y las apasionadas efervescencias para con ella misma. Cuando las Carcelén celebraron y obligaron a Larrea a beber en contra de su voluntad, atándolo de pies y manos, al despertar este de su inconsciencia, decidió separarse definitivamente.
Con Rocafuerte en el poder, se dedicó a sus propiedades. En 1836, compró la quinta en Otavalo a Catalina Valdivieso y este mismo año hizo un contrato por dos años con José María Pérez Calisto, a quien arrendó numerosas propiedades: Añaburo, Capiola, Santa Rosa de Tumbabiro, El Hospital, El Molino, Gualaví, La Quinta, Pantaví, Piñán, Pisangacho, Pitura, San Buenaventura, San José, San Juan de Urcuquí.
Poseedor de un buen sentido comercial, se deshizo de algunas de sus propiedades, compró otras, las mantuvo en arrendamiento... Tenía tanto que muchos detalles se le pasaban. Hacía vida mundana en abundancia y lideraba en política, hasta con cierta dureza, puesto que a él y a Martínez Pallares, siendo Ministros en 1833, se les acusó de responsabilidad en el mentado asesinato del Quiteño Libre.
Para 1840, vendió varias de sus haciendas a su pariente Manuel Jijón y Carrión: Jatuntaco, Cotama y Pucará en Otavalo. Al año siguiente le vendió Peguche. Dos años después, en 1843, el pariente se convirtió en yerno, al casarse con Rosa.
En 1840, tenía pendiente ante el Tribunal Eclesiástico de Cuenca su juicio de nulidad de matrimonio. Era Gobernador de ese Obispado el doctor Vintimilla, enemigo de Flores y candidato a legislador. Al haber perdido en las elecciones, el Dr. Vintimilla pidió la nulidad de las mismas. Esto hace decir al historiador Aguirre: Sucedió pues, que este Senador anulaba las elecciones de Cuenca, mientras que el Gobernador Eclesiástico Vintimilla anulaba el matrimonio del Senador. Pudo ser esta doble nulidad una coincidencia inocente; pero lo cierto es que, anulado el matrimonio, dejó el señor Senador de ser oposicionista.
Mientras tanto, Larrea estuvo como Plenipotenciario en Francia, España y ante la Santa Sede. Cuando Ministro en este último lugar, logró del Papa la anulación definitiva de su matrimonio con Mariquita Carcelén. Fue también Ministro ante Colombia, para tratar del asunto de límites con el general Herrán. En Francia, se le nombró Caballero de la Flor de Lis.
Ya de regreso en Ecuador, en 1840, obtuvo dispensa el 16 de abril de 1841 para casarse, por tercera vez, con María Donoso de la Carrera y Zambrano, nacida en Riobamba y muerta en 1892.

## Descendencia
Fueron hijos del segundo Marqués de San José, en orden cronológico:
1. Rosa Larrea Caamaño, nacida en Quito el 23 de abril de 1827, bautizada al día siguiente en Santa Bárbara como María Jorgia Rosa Josefa. Casó a los 16 años, el 8 de enero de 1843 con su tío segundo José Manuel Jijón y Carrión (pariente doble, por Jijón y por Carrión). Con sucesión: los historiadores Jacinto Jijón y Caamaño y Cristóbal de Gangotena y Jijón, el Conde de Casa Jijón, Ponce Gangotena, etc.
2. Manuel María José Antonio Larrea Caamaño. Murió niño.
3. Manuel Isaac Larrea Caamaño. Murió niño.
4. María Josefa Dolores Rafaela Marca Larrea Caamaño. Murió niña.
5. José Manuel Larrea Caamaño. Murió niño.
6. Juan Larrea y Caamaño, bautizado el 29 de agosto de 1833 como Juan Bautista José Agustín Ramón, huérfano de madre a los 7 días de nacido, murió al final de la adolescencia.
7. Juan José Ribadeneira Larrea y Tinajero, habido en Tomasa Tinajero Larrea y Llona, nació en Quito por 1831. Fue criado en Ibarra por Mariana Ribadeneira y Coello de Portugal, de quien uso el apellido. Profesor de Gramática Latina y Castellana. En alguna publicación realizada en 2008, un inescrupuloso investigador se inventa un documento en el que José Modesto Larrea y Carrión declararía la no paternidad de Juan José; al citar un "documento secreto", cuya existencia no se puede comprobar, del archivo de una persona que no puede certificar o negar esa existencia (pues para la fecha de la publicación, esta persona había muerto), el investigador queda como fabulador y devalúa su obra. Juan José contrajo matrimonio con Dolores Subía Marín y Ribadeneira. De este enlace descienden las familias Ribadeneira-Larrea Subía, Dávila Ribadeneira-Larrea, Dávila González, Dávila Espinosa, Dávila Terán, Dávila Mora, Sánchez Muñoz, Alvarado Dávila, Proaño Alvarado, Alvarado Suárez, Alvarado León, Suárez Alvarado, Fierro Alvarado, Escorza Alvarado, Montenegro Alvarado, Villota Alvarado (ver más abajo, acápite 12), Alvarado Moreno, Alvarado Zapata, Alvarado Renken, Yépez Alvarado, Proaño Fischer, Cedeño Proaño, Jeffers Proaño, Morillo Alvarado, Villafuerte Alvarado, Marroquín Alvarado, Prado Dávila, Dávila Trueba, Andrade Dávila, Ganoza Dávila, Dávila Rosero, Dávila Mora, Dávila Navarro, etcétera.
8. Emilia Ribadeneira Larrea y Tinajero, nacida en Ibarra por 1832. Casó en 1858 con el Dr. Antonio Ribadeneira Villavicencio, descendiente de los Condes del Real Agrado, médico. Con sucesión: Mancheno Ribadeneira, Echanique Mancheno, Donoso Echanique, Donoso Cobo, Ribadeneira Aguirre, el expresidente de la República del Ecuador  León Febres Cordero Ribadeneira, Febres Cordero Cordovez, Durán-Ballén Febres-Cordero, etc.
9. María Rosario Rosalía Nicolaza Larrea y Carcelén, murió niña.
10. Manuel Larrea Muñoz, habido con Carmen Muñoz de Ayala y Villamagán, nació en Sangolquí en 1842. Casó con Camila Ávila Muñoz de Ayala. Con sucesión.
11. Manuel Ángel Larrea Donoso, bautizado en Quito el 6 de agosto de 1845. Casó primero en 1872 con su sobrina carnal, Rosa Jijón y Larrea y segundo en 1907 con María Barba Aguirre, sin sucesión en ésta. Con sucesión de la primera: Chiriboga Larrea, Salvador Chiriboga, Chiriboga Rosado, Ponce Suárez, Barba Larrea, Montúfar Freile, Barba Chiriboga, Vásconez Barba, Freile Barba, Jijón-Caamaño Barba, Larrea Freile, Freile Larrea, Vásconez Barba, Orska Vásconez, Orska Dotti, Freile Guarderas, Pérez Freile, Plaza Larrea, Correa Plaza, Guzmán Plaza, Guzmán Vintimilla, Larrea Buitrón, Larrea Estrada, Larrea Sánchez, Larrea Haro, Larrea Miranda, Larrea Jaramillo, Larrea Bustamante, Larrea Mendoza, etc.
12. Betsabé Larrea, de quien se ignora la madre. Nació en Ibarra. Formó familia con el padre Camilo Terán Yépez. Con extensa sucesión en Ibarra: Larrea Terán, Larrea Andrade, Larrea Benalcázar, Villota Larrea, Rojas Villota, Villota Alvarado (ver más arriba, acápite 7), Coba Villota, Benalcázar Larrea, Larrea Rosales, Larrea Cabrera, Larrea Torres, Larrea Calero, etc.